# یوکیا آراشیرو
یوکیا آراشیرو (انگلیسی: Yukiya Arashiro؛ زادهٔ ۲۲ سپتامبر ۱۹۸۴) دوچرخه‌سوار اهل ژاپن است.
از باشگاه‌هایی که در آن بازی کرده‌است می‌توان به تیم دوچرخه‌سواری دیرکت انرژی، تیم دوچرخه‌سواری بحرین–مریدا، و تیم یوای‌ئی امارات اشاره کرد.
وی در مسابقات کشوری و بین‌المللی در مجموع برندهٔ ۱ مدال طلا، ۱ مدال نقره، ۱ مدال برنز شده‌است.